# Monceau-le-Waast
 Monceau-le-Waast  là một xã ở tỉnh Aisne, vùng Hauts-de-France thuộc miền bắc nước Pháp.